# 1540 pr. n. št.

## Smrti
- Tetišeri, kraljica-žena iz Sedemnajste egipčanske dinastije (* ni znano)